# Vanjskotrgovinsko poslovanje
Vanjska je trgovina gospodarska djelatnost koja obuhvaća razmjenu roba i usluga s inozemstvom, odnosno sveukupnu razmjenu materijalnih i nematerijalnih dobara između zemalja.